# Jürgen Vandewiele
Jurgen Vandewiele (Torhout, 10 mei 1974) is een voormalige Belgische middellangeafstandsloper, die gespecialiseerd was in de 1500 m en het veldlopen. Hij werd meervoudig Belgisch kampioen. Ook vertegenwoordigde hij zijn land een aantal maal op een groot internationaal atletiektoernooi.

## Loopbaan
Zijn doorbraak maakte Vandewiele in 2001. Hij werd Belgisch indoorkampioen en outdoorkampioen op de 1500 m. Ook nam hij deel aan de wereld- en Europese indoorkampioenschappen in 2001, maar sneuvelde beide keren in de series. Het jaar erop prolongeerde hij zowel zijn nationale indoor- als outdoortitel.
Vandewiele was in zijn actieve tijd aangesloten bij AV Molenland.

## Belgische kampioenschappen
Outdoor
| Onderdeel                 | Jaar       |
| ------------------------- | ---------- |
| 1500 m                    | 2001, 2002 |
| veldlopen (korte afstand) | 2001       |

Indoor
| Onderdeel | Jaar       |
| --------- | ---------- |
| 1500 m    | 2001, 2002 |

## Persoonlijke records
Outdoor
| Onderdeel   | Prestatie | Datum            | Plaats     |
| ----------- | --------- | ---------------- | ---------- |
| 1500 m      | 3.34,93   | 24 augustus 2001 | Brussel    |
| 1 Eng. mijl | 4.00,03   | 15 augustus 2001 | Brasschaat |
| 3000 m      | 8.06,65   | 24 maart 2000    | Pretoria   |

Indoor
| Onderdeel | Prestatie | Datum            | Plaats |
| --------- | --------- | ---------------- | ------ |
| 1500 m    | 3.39,04   | 18 februari 2001 | Gent   |

## Palmares

### 1500 m
- 2001:  BK indoor AC - 3.39,04
- 2001: 8e in serie WK indoor - 3.53,42
- 2001: 10e in serie EK indoor - 3.55,98
- 2001:  BK AC - 4.00,37
- 2002:  BK indoor AC - 3.42,15
- 2002:  BK AC - 3.48,86

### veldlopen
- 2001:  BK korte cross te Oostende
- 2001: 119e WK korte cross